# Васькинська сільська рада
Ва́ськинська сільська рада (рос. Васькинский сельский совет) — сільське поселення у складі Цілинного району Курганської області Росії.
Адміністративний центр — село Піски.
Населення сільського поселення становить 537 осіб (2017; 705 у 2010, 1156 у 2002).

## Склад
До складу сільського поселення входять:
| Населений пункт     | Населення, осіб (2002) | Населення, осіб (2010) |
| ------------------- | ---------------------- | ---------------------- |
| Васькино, присілок  | 134                    | 18                     |
| Молоденки, присілок | 169                    | 90                     |
| Піски, село         | 853                    | 597                    |